# عنکبوت سیاه‌گوشی راه‌راه
عنکبوت سیاه‌گوشی راه‌راه (انگلیسی: Oxyopes salticus) گونه‌ای از عنکبوت‌های سیاه‌گوشی است. این جاندار نخستین بار توسط هنتز در سال ۱۸۴۵ توصیف شد. زیستگاه آن در میان علفزارها و گیاهان برگدار، علف‌های هرز و محصولات ردیفی است.